# 谢齐 (纽约州)
谢齐（英語：Chazy）是位于美国纽约州克林顿县的一个镇，地处克林顿县东北部，南距普拉茨堡14英里，北离美加边境8英里。2010年美国人口普查时，该镇有4284人。1804年，谢齐镇从尚普兰镇分出，正式建立。